# Dows
Dows è un comune degli Stati Uniti d'America che al 2010 contava 538 abitanti. È situato nello Stato dell'Iowa, diviso tra la contea di Wright e la contea di Franklin.